# Konrad Knoll

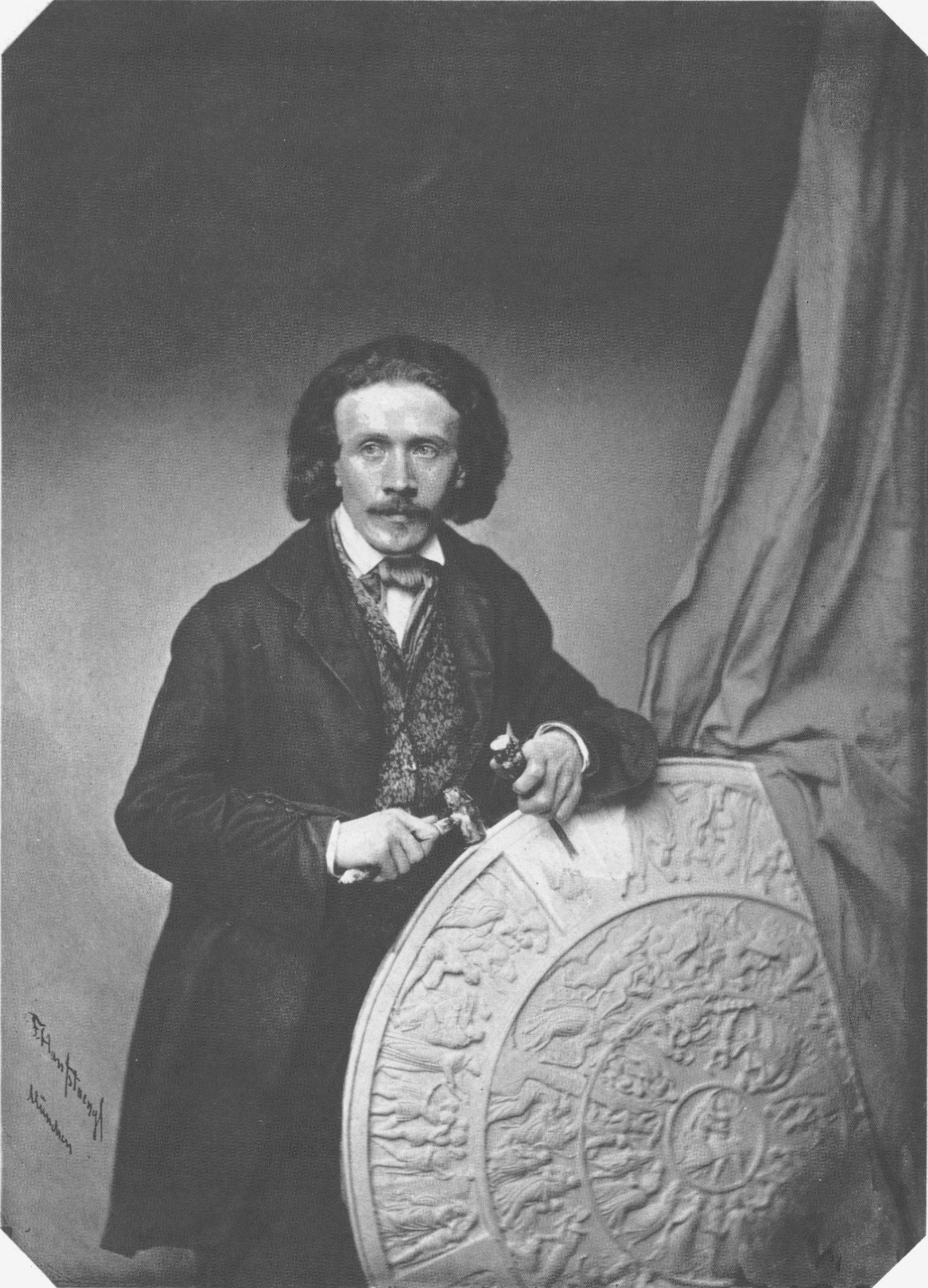
Konrad Knoll, ca. 1860, Fotografie von Franz Hanfstaengl

Konrad Knoll (* 9. September 1829 in Bad Bergzabern; † 14. Juni 1899 in München) war ein deutscher Bildhauer.

## Leben
Konrad Knoll lernte zunächst in seiner Heimat bei dem namhaften Bildhauerpriester Bernhard Würschmitt, bildete sich ab 1845 in Karlsruhe und Stuttgart, dann in München bei Halbig und besuchte 1848–1852 die Akademie daselbst.
Seine ersten Werke waren ein Tannhäuserschild (1856) und eine Statue Wolframs von Eschenbach für des Dichters Geburtsstadt in Form eines Brunnens. 1860 schuf er das Modell einer Statue der Sappho, die er später für König Ludwig II. von Bayern in Marmor ausführte. In den beiden nächsten Jahren entstanden die Kolossalstatuen Heinrichs des Löwen und Ludwigs des Bayern am Alten Rathaus zu München. Unmittelbar nach deren Vollendung begann Knoll 1865 die Arbeiten für den Münchner Fischbrunnen. Dazwischen schuf er das Modell zum Denkmal Johann Philipp Palms in Braunau am Inn, das, wie der Fischbrunnen, von Ferdinand von Miller in Erz gegossen wurde.
Aus der Zeit unmittelbar danach datiert eine lebensgroße Gruppe: die heilige Elisabeth, mit ihren drei Kindern aus der Wartburg verstoßen. 1868 modellierte Knoll die Kolossalbüste des Geschichtsschreibers Ludwig Häusser für den Friedhof in Heidelberg. Es folgten eine Kolossalbüste Ludwig van Beethovens, das Denkmal für Melchior Meyr in Nördlingen und eine Büste des deutschen Kaisers. Weidenwang, ein Stadtteil von Berching, ist Standort einer 1870 für Christoph Willibald Gluck geschaffenen Kalksteinstele mit Inschrift und Bronzebüste auf Marmorsockel.
Knoll war Professor an der technischen Hochschule zu München.

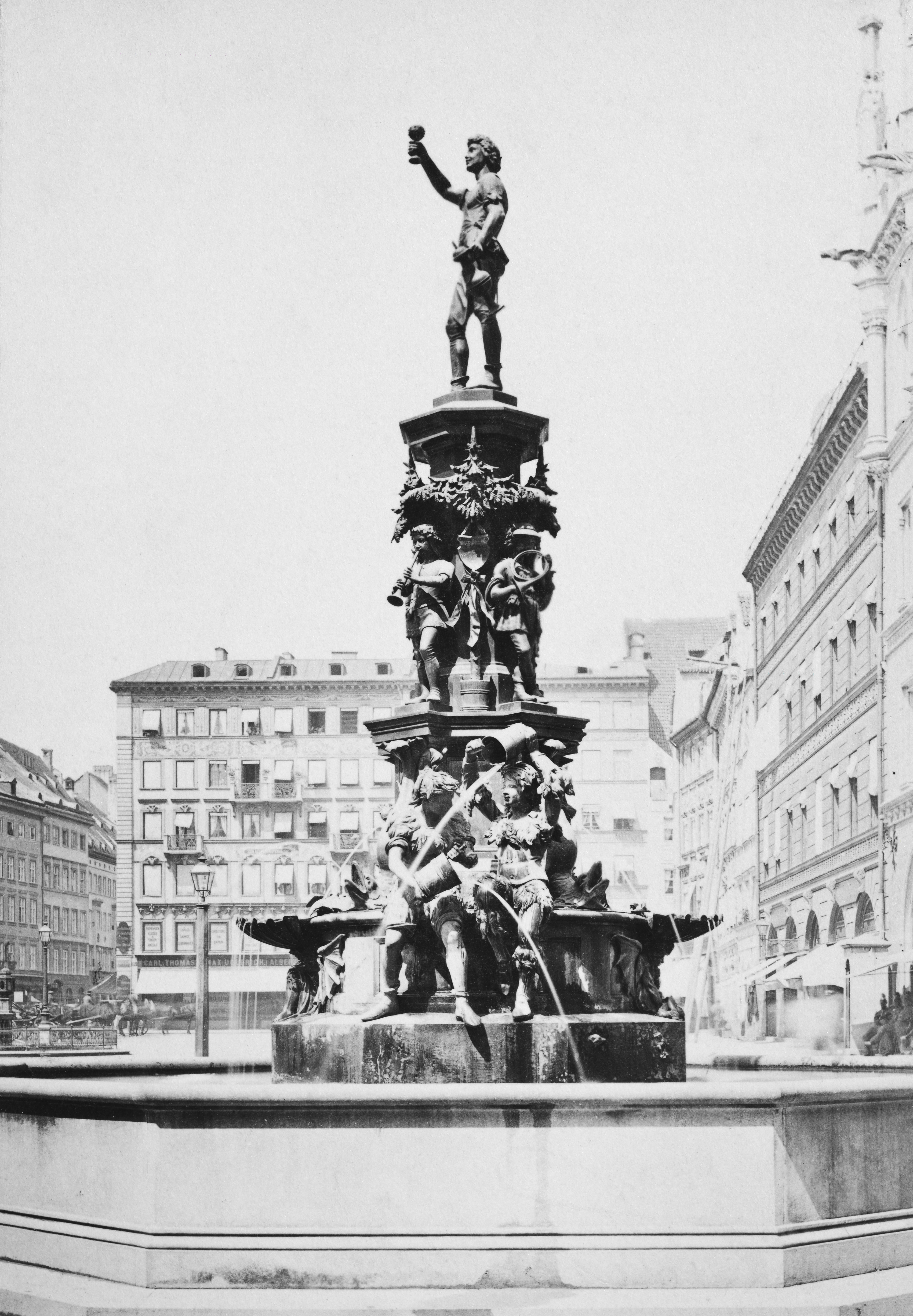
Knolls Fischbrunnen (1944 zerstört) auf dem Münchner Marienplatz
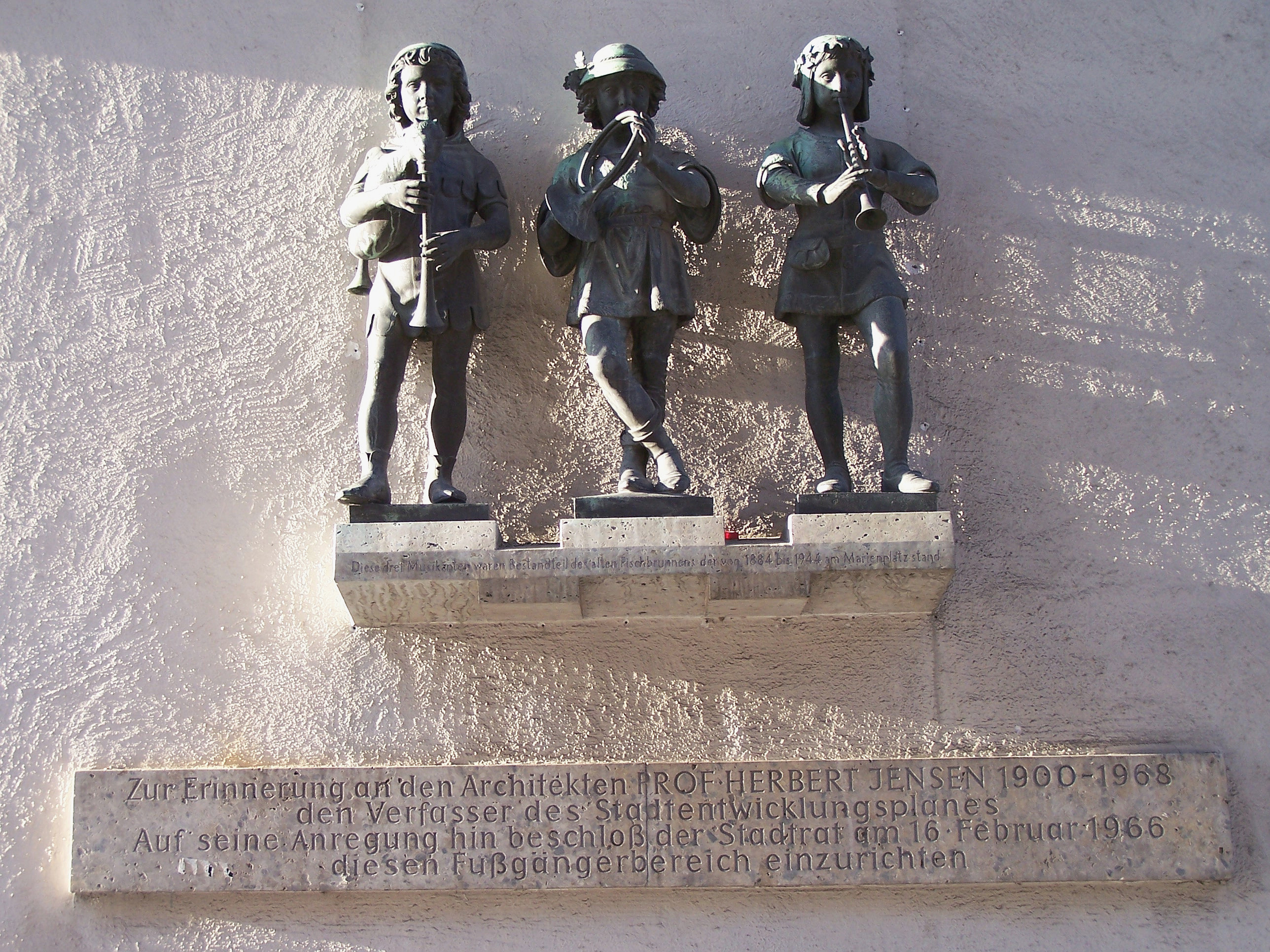
Figurengruppe auf der Nordseite des Karlstores in München („Die drei Musikanten“), von Konrad Knoll. Die Gruppe war Bestandteil des alten Fischbrunnen der von 1884 bis 1944 am Marienplatz stand.
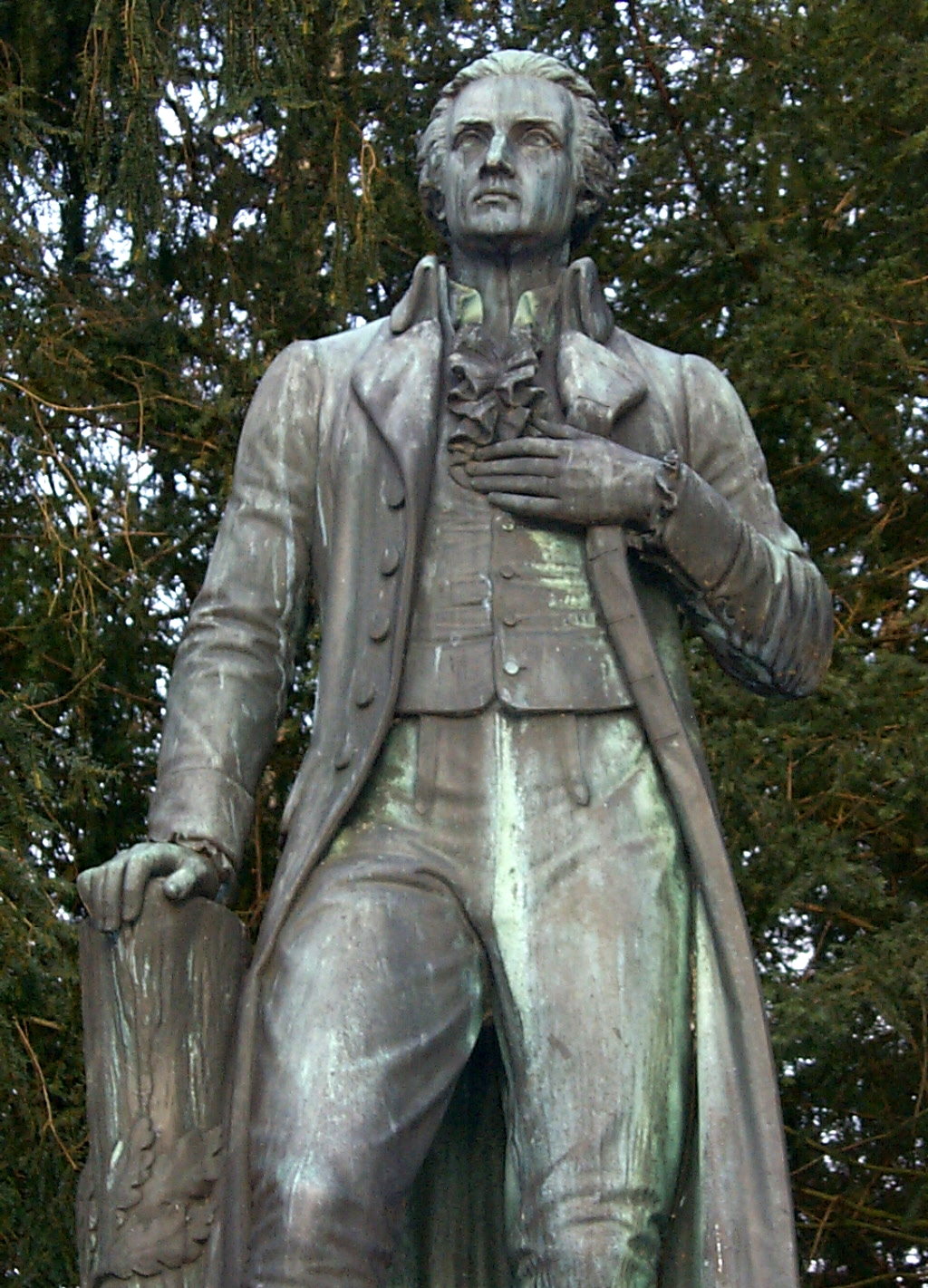
Johann Philipp Palm in Braunau am Inn
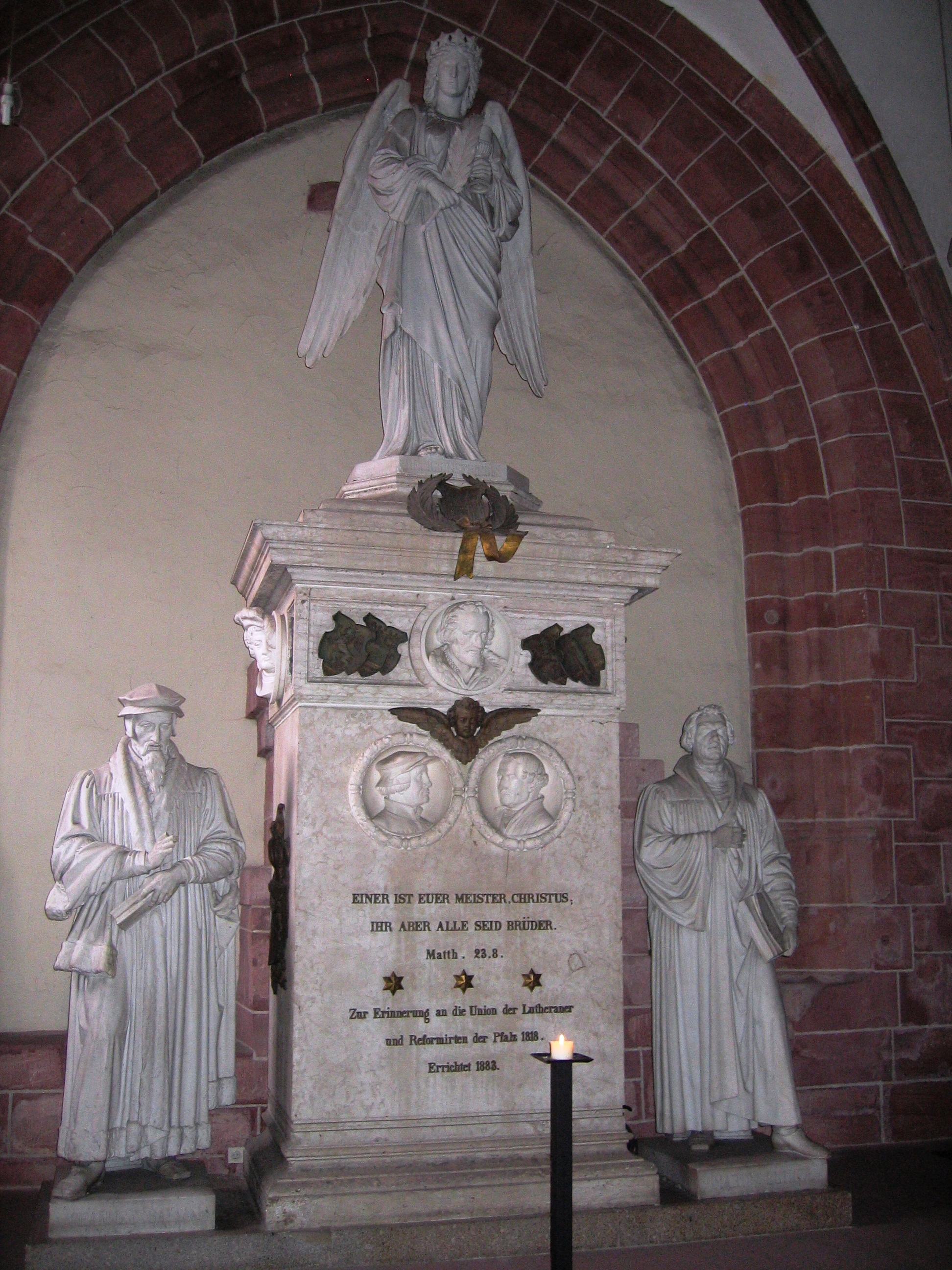
Unionsdenkmal Kaiserslautern
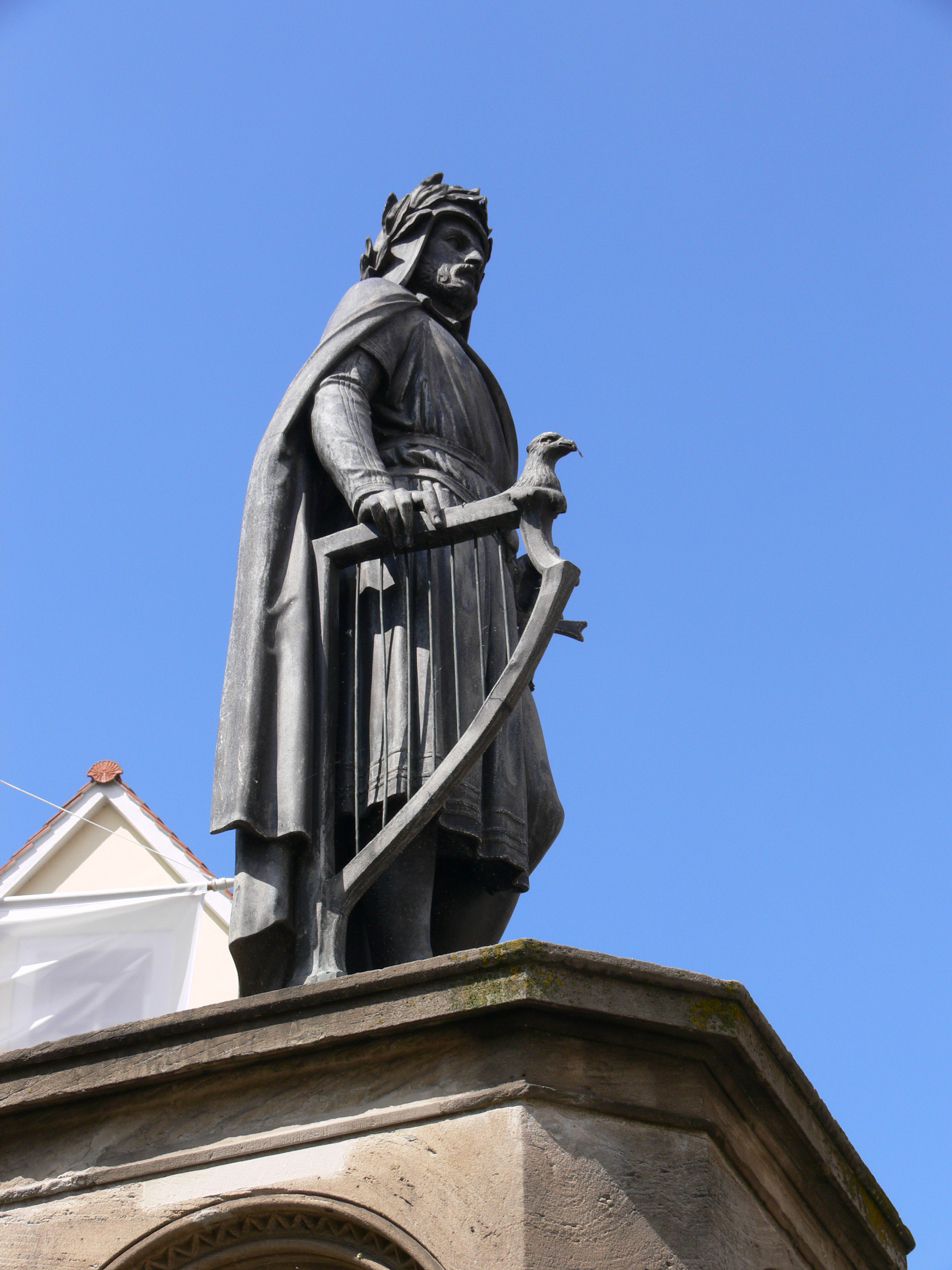
Wolfram-von-Eschenbach-Brunnen
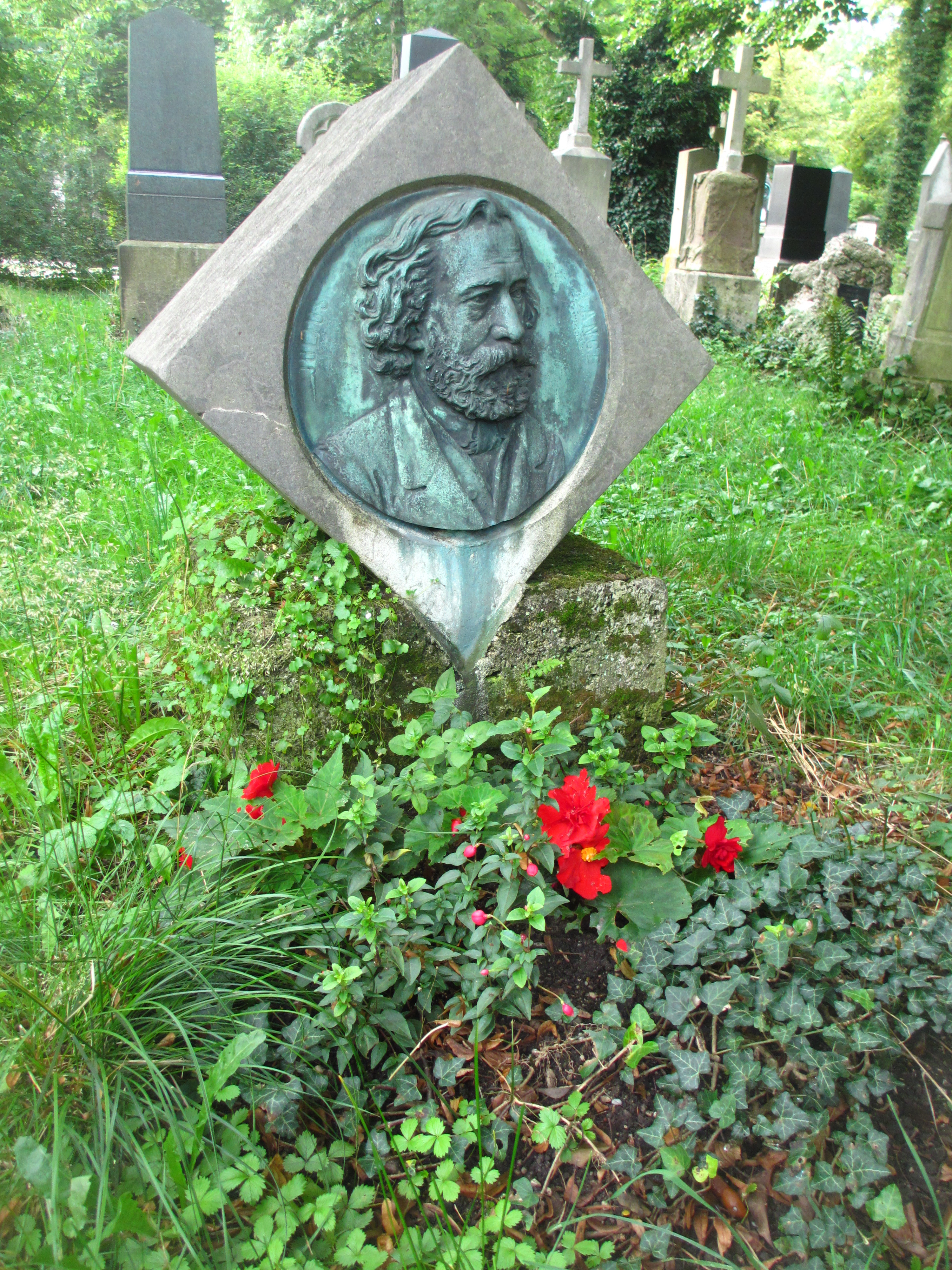
Grab von Julius Lange auf dem Alten Südlichen Friedhof in München - Standort
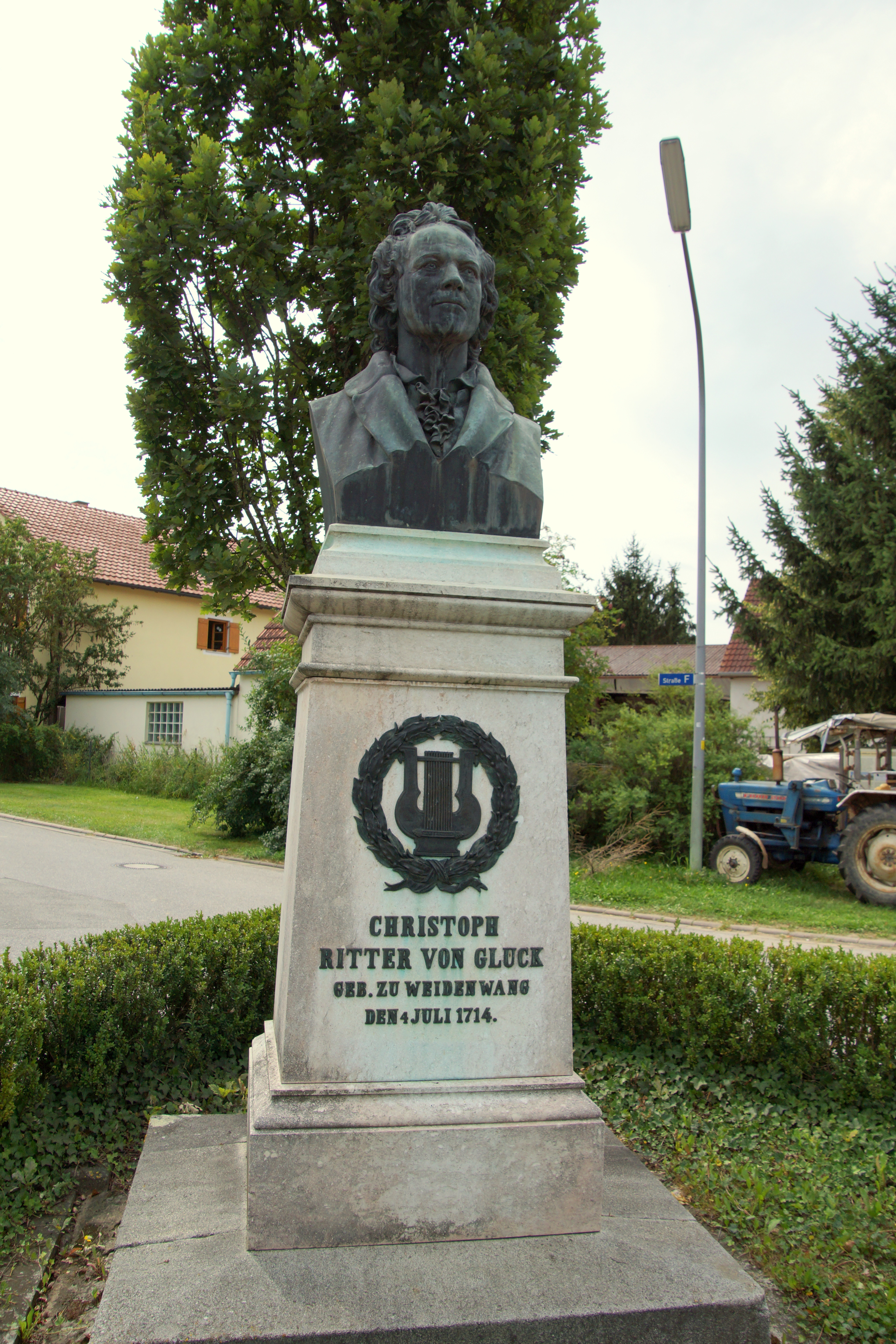
Gluck-Denkmal Weidenwang